# Chrysotrichia siriya
Chrysotrichia siriya is een schietmot uit de familie Hydroptilidae. De soort komt voor in het Oriëntaals gebied.